# Victoria Austraet
Victoria Austraet (Etterbeek, 18 juli 1991) is een Belgisch politica voor Ecolo, die voordien actief was bij DierAnimal.

## Levensloop
Austraet studeerde rechten. Haar bachelor behaalde ze aan de Université Saint-Louis te Brussel en haar master aan de UCL. Ze was van 2016 tot 2021 advocaat-stagiair en is sinds 2021 advocate aan de balie van Brussel. Ze werd tevens actief als dierenrechtenactiviste en was in Londen actief bij The Earthlings Experience. 
Bij de Brusselse gewestverkiezingen van 2019 trok ze in het Frans kiescollege de lijst van DierAnimal voor het Brussels Hoofdstedelijk Parlement. Ze werd verkozen met 1.385 voorkeurstemmen en was daarmee het eerste parlementslid voor een dierenrechtenpartij.
In mei 2020 werd Austraet uit DierAnimal gezet omdat zich volgens de partij meerdere probleemsituaties hadden voorgedaan. Austraet zelf verklaarde dat tussen haar en de partijleiding ernstige meningsverschillen waren ontstaan over de communicatie en het beheer van de partij. DierAnimal vroeg haar om haar parlementszetel in te leveren, maar Austraet ging daar niet op in en besloot als onafhankelijke te zetelen. Als parlementslid legde ze zich toe op natuurbehoud, leefmilieu, biodiversiteit, fundamentele rechten en de transitie van dierlijke naar plantaardige eiwitten in de voedingssector.
In maart 2024 sloot Austraet zich aan bij Ecolo, nadat ze als onafhankelijk parlementslid regelmatig samenwerkte met deze partij. Ze kwam voor de partij op bij de Brusselse gewestverkiezingen van juni 2024, maar werd niet verkozen.